# Dezső Kosztolányi

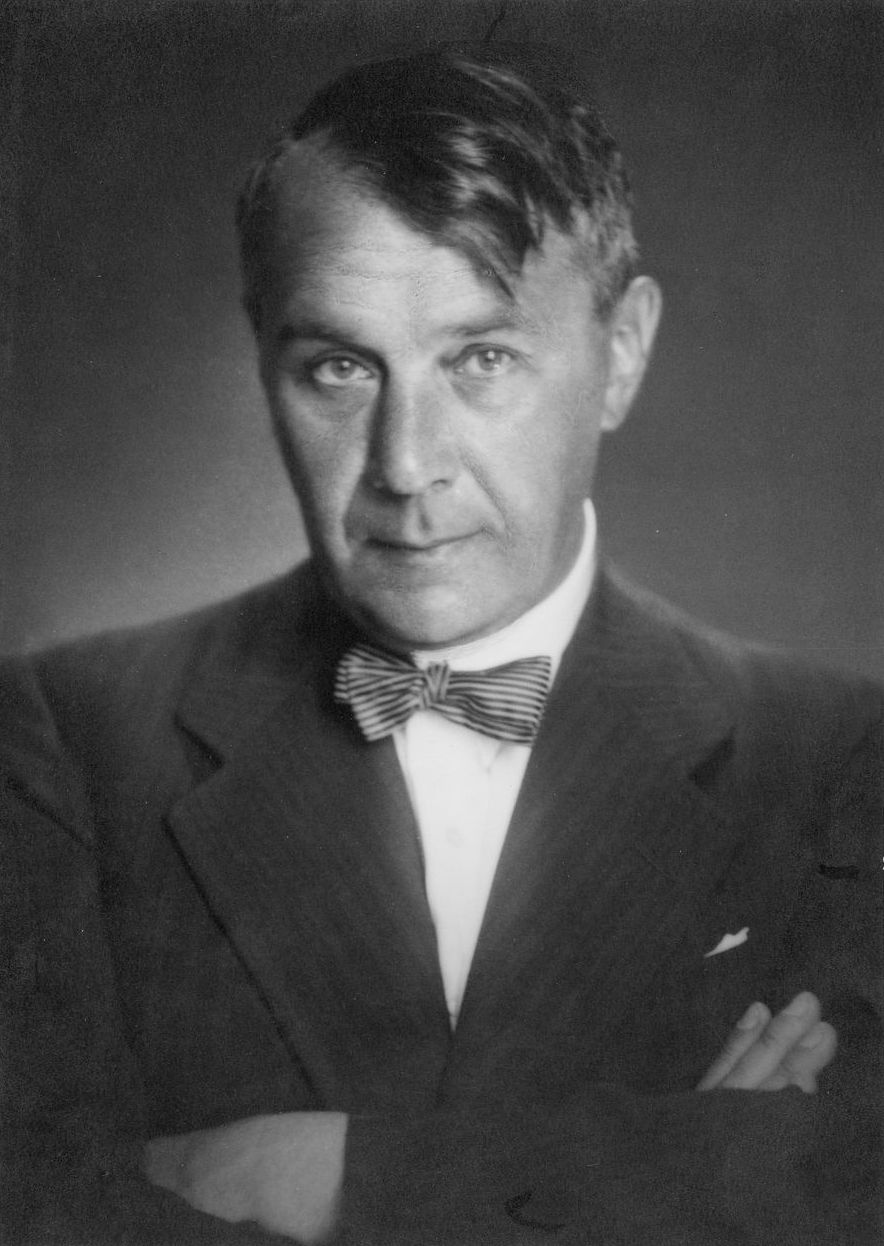
Dezső Kosztolányi, 1935 (fotograf: Aladár Székely)

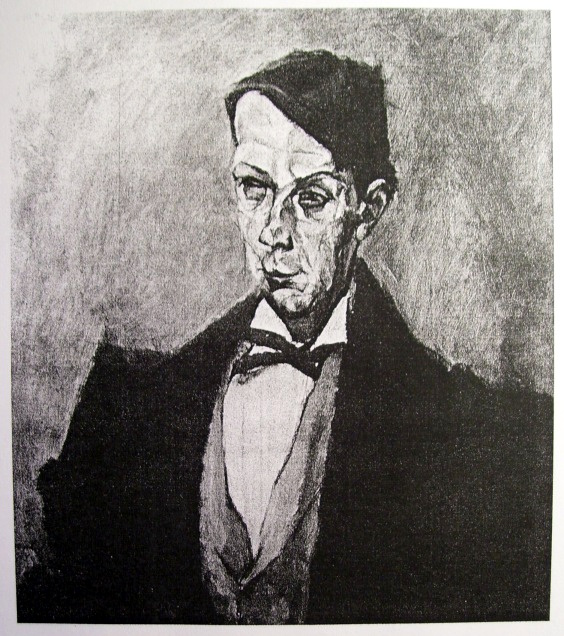
Lajos Tihanyi: Dezső Kosztolányi (1914). Katalogreproduktion

Dezső (Desiderius) Kosztolányi von Nemeskosztolány [ˈdɛʒøː ˈkostolaːɲi] (* 29. März 1885 in Szabadka, Österreich-Ungarn; † 3. November 1936 in Budapest) war  ungarischer Schriftsteller, Dichter, Journalist und Übersetzer. Er war der Cousin des ungarischen Schriftstellers Géza Csáth.

## Leben
Nachdem Kosztolányi in seinem Heimatort die Hochschulreife erworben hatte, zog er nach Budapest, um Literaturwissenschaft zu studieren.
An der Universität schloss er Bekanntschaft mit späteren Größen der ungarischen Literatur, wie Mihály Babits, Gyula Juhász, Frigyes Karinthy und Milán Füst.
Sein Studium brach er ab und veröffentlichte ab 1920 seinen ersten Gedichtband.
1928 übersetzte er Dantons Tod von Georg Büchner ins Ungarische. Er bearbeitete das Stück für die Budapester Bühne und war auch maßgeblich an der Inszenierung beteiligt.
1931 wurde er erster Präsident des ungarischen P.E.N.-Clubs.
Kosztolányi schrieb leicht und schnell. Er veröffentlichte unzählige Zeitungsartikel und Erzählungen (u. a. in Nyugat sowie auch im Pester Lloyd), ferner zwölf Gedichtbände und Romane. Sein Stil gilt bis heute als Maßstab für Reinheit und Klarheit.
Von seiner Grundeinstellung her war Kosztolányi bürgerlich bis konservativ; er wird als der „ungarische Hugo von Hofmannsthal“ bezeichnet.

## Der kleptomanische Übersetzer
Unter Literaturübersetzern ist Dezső Kosztolányi für seine Kurzgeschichte Der kleptomanische Übersetzer berühmt geworden. Darin schildert er den Übersetzer Gallus, der aufgrund seiner Kleptomanie dazu übergegangen ist, sich beim Übersetzen weidlich an den Wertsachen der Originaltexte zu bedienen: Er kürzt Vertragssummen, Lösegelder oder Erbschaften um zwei bis vier Nullen, nimmt reichen Matronen in der Übertragung die Perlenketten und Nerzmäntel ab, um sie mit dünnen Silberkettchen und in Ballonmänteln dastehen zu lassen, und die von Kristalllustern hell erleuchteten Schlösser sind in der Übersetzung nur von flackernden Petroleumlampen erleuchtet.

## Werke (Übersetzungen, Auswahl)
In deutscher Sprache sind von ihm unter anderem erschienen:
- Der Blutige Dichter (ung.: Nero, a véres költő). Übersetzung von Irene Kolbe, Stefan J. Klein. Verlag der Nation, 1986, ISBN 3-373-00042-4.
  - Der Blutige Dichter. Aus dem Ungarischen von Hans Skirecki.  Quintessenz Verlag, Berlin 1999
- Der Kuss
  - in Novellen Berlin: Aufbau Verlag, 1981.
  - in Ungarische Erzähler Zürich: Manesse Verlag 1994, ISBN 3-7175-1486-5.
- Der kleptomanische Übersetzer und andere Geschichten Nördlingen: Franz Greno, 1988 (ung.: übersetzt von Jörg Buschmann), ISBN 3-89190-880-6.
- Der goldene Drache (ung.: Aranysárkány). Budapest: Magvető, 1999, ISBN 3-86124-510-8.
- Anna Edes (ung.: Édes Anna). Berlin: Aufbau Verlag, 1999, ISBN 3-8218-4034-X.
  - als Taschenbuch, übersetzt von Irene Kolbe: Anna. Ein Dienstmädchenroman, Fischer Taschenbuchverlag, Frankfurt am Main 1994, ISBN 3-596-11998-7, auch Nördlingen, Greno 1987, Reihe Die Andere Bibliothek, ISBN 978-3-89190-234-9.
- Lerche (ung.: Pacsirta),
  - Übersetzer: Klaus Schmuck, Verlag Philipp Reclam jun. Leipzig, 1970.
  - Übersetzerin: Christina Viragh, Zürich: Manesse-Verlag München 2007, ISBN 978-3-7175-2144-0.
  - Übersetzer: Heinrich Eisterer, Verlag Suhrkamp, Frankfurt, 2007, ISBN 978-3-518-22423-6.
- Schachmatt. Novellen Budapest: Corvina, 1999, ISBN 3-87680-993-2.
- Ein Held seiner Zeit. Die Bekenntnisse des Kornél Esti (ung.: Esti Kornél). Berlin: Rowohlt, 2004, ISBN 3-87134-489-3.
- Die Abenteuer des Kornél Esti (ung.: Összes Novellái II/Esti Kornél/Esti Kornél Kalandjai). Übersetzerin: Christina Viragh. Berlin: Rowohlt, 2006, ISBN 3-87134-539-3.

### Werke (Verfilmungen)
- 1958: Anna Edes, Regisseur Zoltán Fábri
- 1965: Lerche, Regisseur László Ranódy
- 1967: Der goldene Drache, Regisseur László Ranódy
- 1974: Kínai kancsó, Regisseur László Ranódy
- 1974: Fürdés, Regisseur László Ranódy
- 1975: Alfa, Regisseur László Sántha
- 1977: Hungária kávéház: Vakbélgyulladás, Regisseur Korbinian Köberle
- 1977: Maladolescenza, Regisseur Pier Giuseppe Murgia
- 1980: Színes tintákról álmodom, Regisseur László Ranódy
- 1986: Hajnali párbeszéd, Regisseur Károly Esztergályos
- 1990: Édes Anna, Regisseur Károly Esztergályos
- 1994: Kosztolányi Dezső novellái: Kanári, Regisseur László Cselényi
- 1995: Die Abenteuer des Kornél Esti, Regisseur József Pacskovszky
- 1996: A rossz orvos, Regisseur György Molnár
- 2001: Fekete-fehér, igen-nem, Regisseur Barbara Dékány
- 2007: Tavasz, nyár, ősz, Regisseur György Molnár
- 2009: Tréfa, Regisseur Péter Gárdos